# Parafia Podwyższenia Krzyża Świętego w Kazimierzy Wielkiej

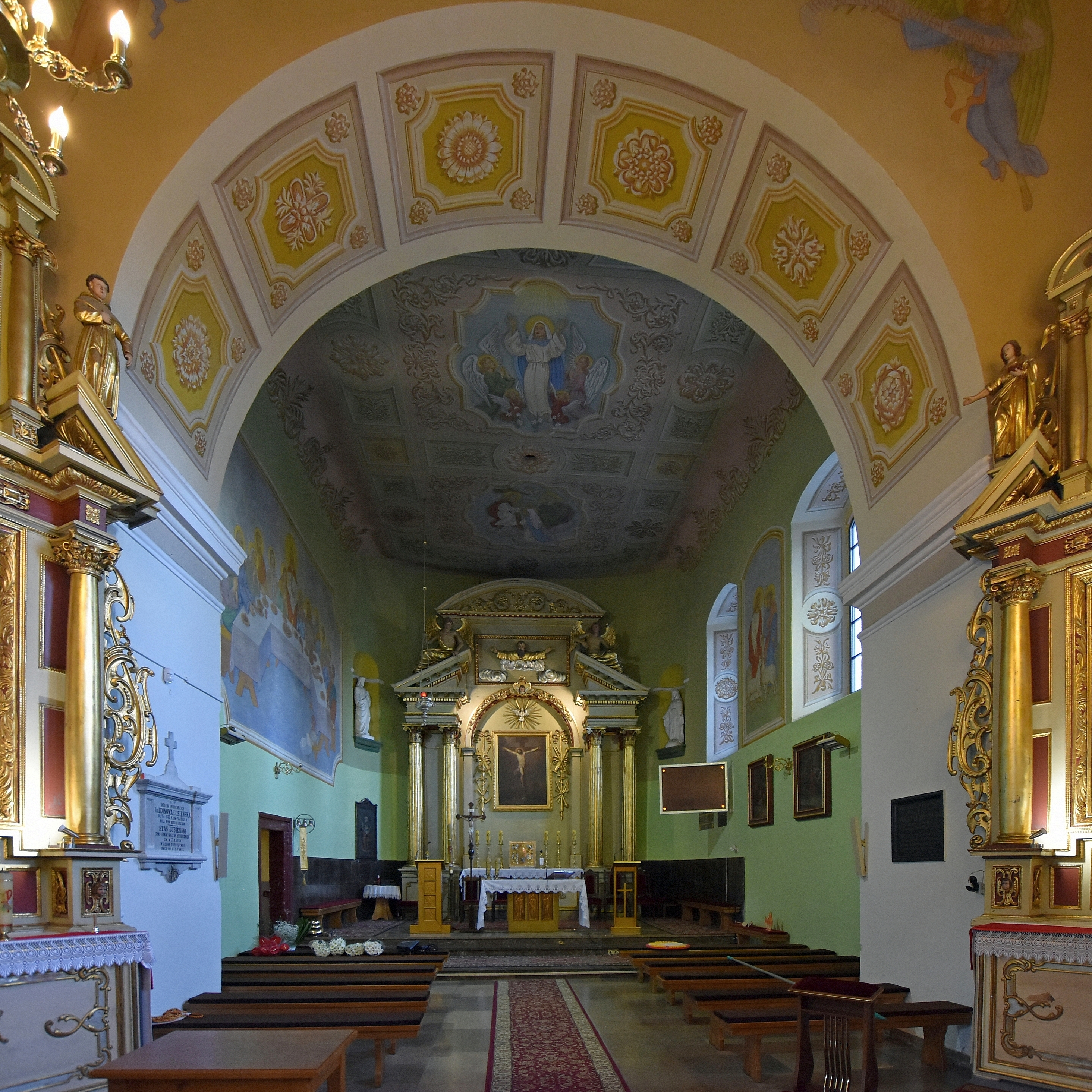
Wnętrze kościoła

Parafia Podwyższenia Krzyża Świętego – parafia rzymskokatolicka w Kazimierzy Wielkiej. Erygowana w XIII wieku. Jest jedną z dwóch parafii w mieście.

## Zasięg parafii
Do parafii w 1984 roku należeli wierni z następujących miejscowości: Kazimierza Wielka, Donosy, Lolin, Odonów, Podolany, Słonowice, Stradlice i Wojciechów. 